# Ołtarz z kościoła Matki Bożej Częstochowskiej w Słońsku

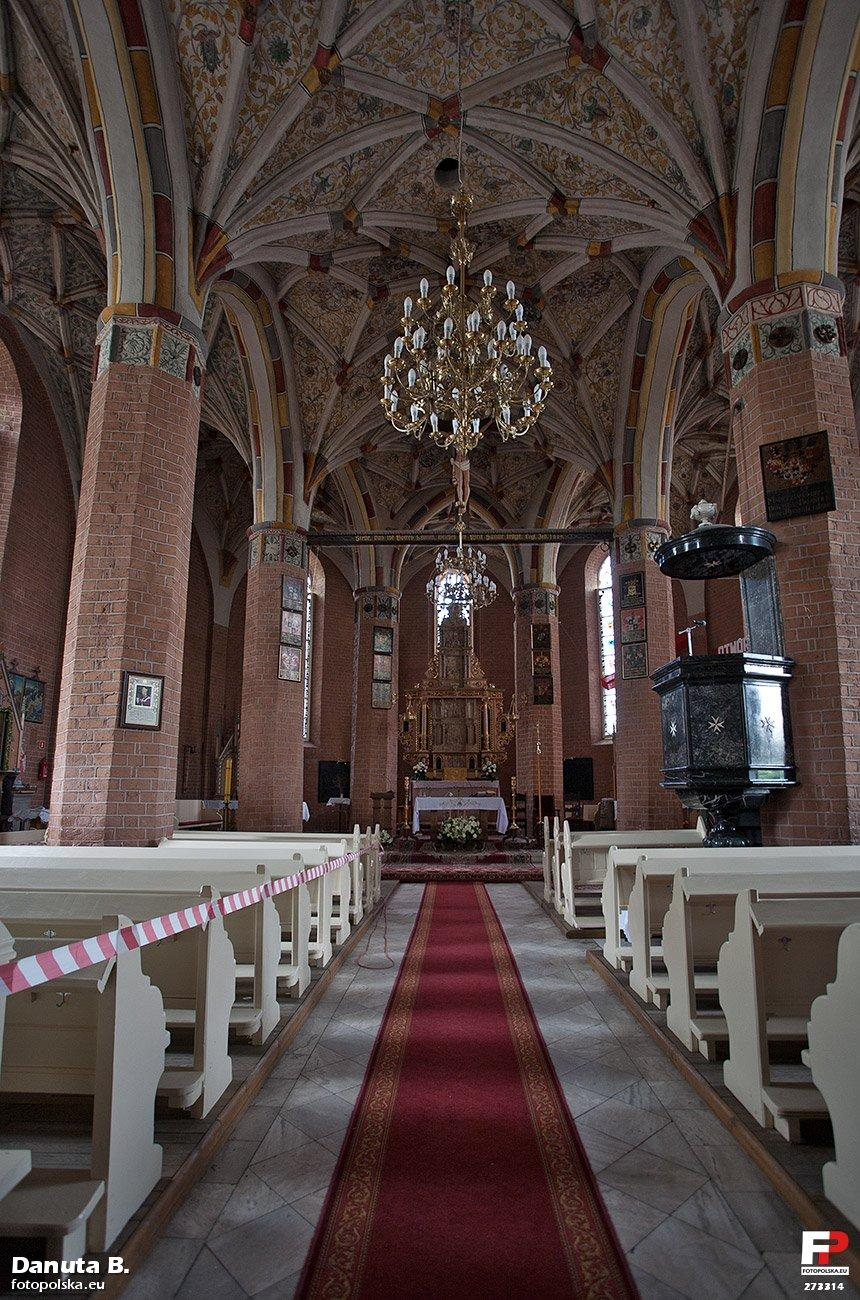
Nawa główna, w prezbiterium ołtarz

Ołtarz w kościele Matki Bożej Częstochowskiej w Słońsku – ołtarz główny w kościele Matki Bożej Częstochowskiej w Słońsku. Renesansowy ołtarz z XVI wieku, wykonany przez anonimowy warsztat z kręgu sztuki niderlandzkiej. 

## Historia
Ołtarz pojawił się w Słońsku przypuszczalnie w 1626 r., za baliwatu Adama – hrabiego Schwarzenburg, który sprowadził go z kaplicy zamkowej elektorów brandenburskich w Kölln – części obecnego Berlina, położonego na południowo-zachodnim brzegu Szprewy.
Ołtarz został zamontowany i ustawiony w prezbiterium kościoła w Słońsku dopiero w latach 1652-1662 r., w okresie, w którym na polecenie księcia Jana Maurycego von Nassau-Anhalt przeprowadzono remont świątyni.
Sprowadzenie ołtarza miało zapewne związek z faktem, iż w latach 1609-1625 baliwami byli kolejno elektorzy brandenburscy z rodu Hohenzollernów. W przebudowanej rezydencji w Kölln powstał zapewne nowy wystrój kaplicy, zaś stary ołtarz, postanowiono przekazać do Słońska. 

## Opis
Ołtarz wykonany jest z drewna, białego marmuru i alabastru. Ołtarz składa się z trzech pięter, z podstawy, części zasadniczej (głównej) z kolumnami i zwieńczenia.
Różne sposoby rzeźbienia i dopasowywania rzeźb do siebie świadczą o tym, że użyto elementów z dwóch różnych ołtarzy. Ponadto drewniane obramowanie powstało jeszcze później niż płaskorzeźby z alabastru. Każda z niewielkich płaskorzeźb stanowi odrębne arcydzieło sztuki, wykonane przez zespół artystów korzystających ze wzorców renesansu włoskiego i sztuki niderlandzkiej. Wykonane zostały zapewne przez zespół artystów nadwornych elektora Joachima II – mecenasa sztuki. On to w latach 1538-1550 polecił wznieść renesansowe skrzydło zamku w Kölln.